# Ashley Farquharson
Ashley Farquharson, född 16 mars 1999 i Sacramento, är en amerikansk rodelåkare.

## Karriär
Farquharson tävlade för USA vid olympiska vinterspelen 2022 i Peking, där hon slutade på 12:e plats i damernas singel.